# Spectrum of the Seas
Spectrum of the Seas — круизное судно компании Royal Caribbean International. Четвёртый корабль компании класса Quantum и первый корабль подкласса Quantum Ultra (второй - Odyssey of the Seas). Введён в эксплуатацию 11 апреля 2019 года.

## Строительство
11 февраля 2011 года RCI объявила, что на немецкой верфи Meyer Werft для неё будут построены корабли нового класса, известного тогда под кодовым именем Project Sunshine.
7 мая 2015 года Royal Caribbean заключила соглашение с верфью Meyer Werft для строительства четвёртого корабля. 26 апреля 2017 года RCI объявила о том, что четвёртый и пятый корабли класса Quantum будут немного отличаться от трёх предыдущих, и дала название «подклассу» кораблей — Quantum Ultra.
8 ноября 2017 года началось строительство корабля. В июне 2018 года было объявлено название - Spectrum of the Seas.

## Рейсы
11 апреля 2019 года корабль отправился в свой первый 46-дневный круиз под названием Global Odyssey из Барселоны в Шанхай. Шанхай является нынешним местом стоянки корабля.